# Подеста

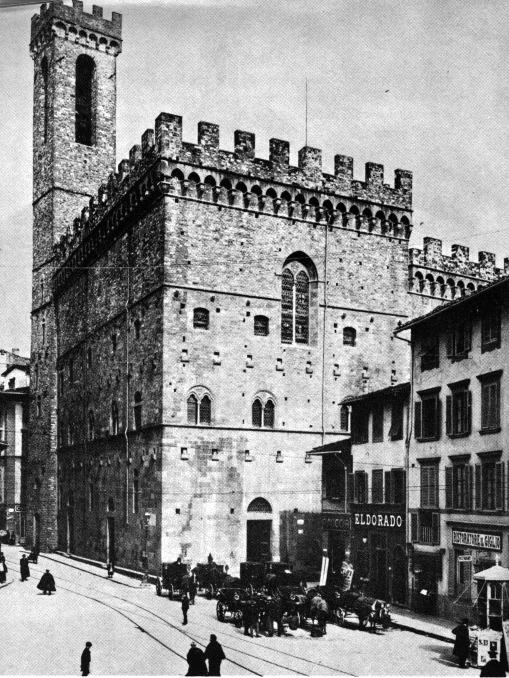
Палаццо дель Подеста
(Флоренція, Італія)

Подеста́ (італ. podestà; від лат. potestas — «влада») — голова виконавчої і судової влади, найвища адміністративна особа у багатьох містах-республіках Італії XII — XVI ст. та середземноморських комунах Франції. Ця посада була відома у середньовічній Фризії[б]. Також так називалася найвища адміністративна посада у містах фашистської Італії (1926 —1946 рр.).

## В історії Італії

### Середні віки
Ґвідо да Сассо ді Реджо (Guido da Sasso di Reggio) був першим задокументованим подестою Болоньї (1151 — 1155). Певним чином ця посада відповідала посаді претора. Особливо широко посада почала використовуватися за Фрідріха I Барбаросси, імператора Священної Римської імперії, який прагнув таким чином відновити систему представництва імперії. Рішення про це було прийнято на другому імператорському сеймі, який відбувся у листопаді 1158 року у Ронкальї (П'яченца). На цьому сеймі були присутні професори із Болонського університету.
Відомо, що Юрій Дрогобич, після свого призначення ректором Болонського університету (1481 — 1482), був у подести Болоньї як у голови міської влади, який мав підтвердити привілеї університету:
|  | «…На зустрічі подеста згідно із старовинним звичаєм від імені міського самоврядування склав присягу шанувати університетські звичаї та статути, адже студенти, що сходились звідусіль на навчання до Болоньї, були найбільшим джерелом багатства міста. Тому подеста й міські патриції мусили поважати привілеї університету й визнавати непідпорядкованість ректорів університетів своїй владі» |

Призначені Фрідріхом подести представляли владу імператора на місцях (лат. quasi habens potestatem imperialis in hac parte), але це рішення не було прийнято позитивно, а їхня свавільна поведінка була одним із чинників утворення Ломбардської ліги та подальшого повстання за незалежність від імперії у 1167 році. 1183 року Фрідріх визнав незалежність міст ліги. Посада подести прижилася, але у більшості міст вона була виборною (або призначалася представниками громадян), що наближало її до консулів Риму, хоча це була не колегіальне правління, а одноосібне. Подеста вирішував справи і внутрішні, і зовнішні, але подестат був тимчасовим, і тривав від 6 місяців до одного року.
У Флорентійській республіці інститут одноосібного подеста́, що прийшов на зміну колегії дванадцяти консулів як головного органу держави, утворився у XII столітті. Подеста був найманим старостою, зазвичай із іноземців, обирався на один рік і перебував під контролем комунальних органів. Він був головою колегіальних органів Флорентійської республіки і очолював її ополчення.
Перша згадка про подеста у Флоренції відноситься до 1193 року, а на початку XIII століття подестат (італ. Podesteria) — організація комунального управління — остаточно склався як державна система Флоренції та інших тосканських міст. Встановлення подестату означало падіння впливу старого міського нобілітету (аристократів) і перехід влади до багатих пополанів Флоренції.
На початку 16 століття ця посада перестала існувати.

### XX століття
1926 року, декретом Мусоліні, міських голів почали знову називати подестами. Посада призначалася сенатом. Після Другої світової війни цю назву посади було відмінено.

## В історії Нідерландів
За Карла I Великого діяв «Кодекс законів фризів» (Lex Frisionum), за яким фризи вибирали представника імперії (намісника, згодом — штатгальтера). Італійська посада «подеста» могла стати відомою у Фризії під час Шостого хрестового походу (1228).

## Згадки у літературі
«Подеста з міста Перуджі» згадується у романі «Королеви не мають ніг» чеського письменника Владіміра Неффа.